# ヒシヨロイアジ
ヒシヨロイアジ(学名: Platycaranx chrysophrys )はスズキ目アジ科に属する沿岸性の海水魚である。 インド洋と西太平洋の熱帯・亜熱帯域に広く生息し、日本においても琉球列島などでみられる。最大で全長72 cmに達する比較的大型の肉食魚で、小型の魚やその他の無脊椎動物を捕食する。漁業においてはそれほど重要な種ではないものの、釣りの対象になることはあり、また食用としても美味である。

## 分類
本種の初記載は1833年、フランスの分類学者ジョルジュ・キュヴィエによるもので、セーシェルで得られたホロタイプ標本に基づいている。本種は当初ギンガメアジ属(Caranx )に分類されていたが、その後属の分類については2度再検討がなされている。まずWilliam Ogilbyによって現在のシマアジ属Pseudocaranx にあたるCitula 属に、続いてIan Munroによってヨロイアジ属に移されている。その後2022年に本種の学名はPlatycaranx chrysophrysとされた。本種だけでなく、従来Carangoides属に含まれていた魚類はそのほとんどが別属とされている。属標準和名はタイワンヨロイアジ属。
本種は複数回独立に再記載もされている。そのうち最古のものが、ピーター・ブリーカーが本種によく似る別種として1851年に記載したCarangoides chrysophryoides という種であり、後の文献ではこの種は本種と同種と見なされている。
標準和名については「ヒラハナアジ」とした文献もある。

## 形態

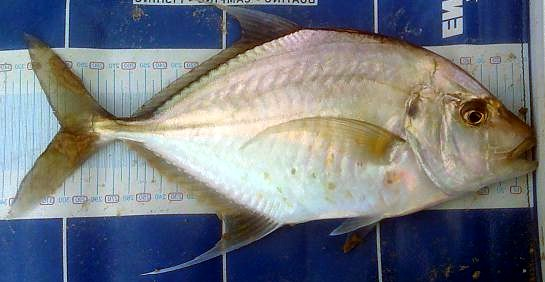
オーストラリアのウェイパで釣り上げられた本種

本種は他の同属魚類と似た、強く側扁した体型を持つ。幼魚では卵円形の体型だが、成熟に伴い徐々に長い体型に変わっていく。比較的大型の種で、最大で全長72 cm、 体重4.35 kgに達した記録がある。背側の方が腹側よりも膨らんだ体型をしている。口は大きく斜位で開く。本種を識別するのに重要な特徴の一つが、吻の形態で、背側の頸部から口のやや手前までは直線的になだらかな傾斜を描くが、口の直前で傾斜が急になりほぼ垂直になる。 両顎に絨毛状歯帯があり、大型個体では外側に円錐歯も数本発達する。背鰭は二つの部分に分かれ、前方の第一背鰭は9棘条から、後方の第二背鰭は1棘条、18-20軟条からなる。臀鰭は前方に存在する2本の遊離棘条の他に、1棘条14-17軟条からなる。背鰭と臀鰭の軟条部は鎌形になり、幼魚では最も前方の軟条が伸長してフィラメント状になる。成魚ではこのような条の伸長は失われ、最も長い部分でもその長さは頭長を下回るようになる。胸鰭も長く鎌状となるが、その先端は側線の直線部と曲線部の交点まではわずかに達しない。尾柄は細く、尾鰭の後端は深く二叉する。側線は前方で曲線を描き、後方の直線部と比べて曲線部の方が2倍ほど長い。直線部の後半部には20-37の稜鱗が存在するが、発達の程度は弱い。胸部には、腹鰭起部の後方から体側面へ胸鰭基部まで広がる広い無鱗域がある。
体色は銀色を基調として、背側では青緑色を帯び、腹側にかけては銀白色が強くなると同時に、光の反射により黄色から緑色を帯びてみえる。鰓蓋の上縁には小さな黒い斑点がある。背鰭と臀鰭は灰白色から薄い黄色で、臀鰭軟条部の鰭膜の基部にはしばしば白い斑点が一つみられる。尾鰭と胸鰭は青白色からくすんだ黄色を呈する。大型個体では頭部や鰭が黒色に近い暗い色を帯びることがしばしばあり、これは婚姻色にあたるものである可能性も指摘されている。

## 分布
本種はインド洋と西太平洋の熱帯・亜熱帯域に広く生息する。生息域は西は南アフリカやマダガスカルから、北へ紅海やペルシャ湾、そして東へインド、東南アジア、インドネシア、日本、フィジーなどまで広がっている。分布域の北限は日本、南限はオーストラリア北部およびニュージーランドである。
日本においては琉球列島を中心とした南日本でみられる。
沿岸性の種であり、沿岸部のサンゴ礁や岩礁でよくみられ、大きな湾内でも時々みられる。近縁種と比べて水質の悪い、濁った海域にも生息できる性質を持つ一方、エスチュアリーではあまりみられない。幼魚は浅い湾内の海岸近くに生息するとされ、砂浜の近くでも時折みられる。成魚はより深い海域に生息し、ふつう水深30 mから60 mの間でみられるが、最も深くて水深90 mからも記録がある。

## 生態

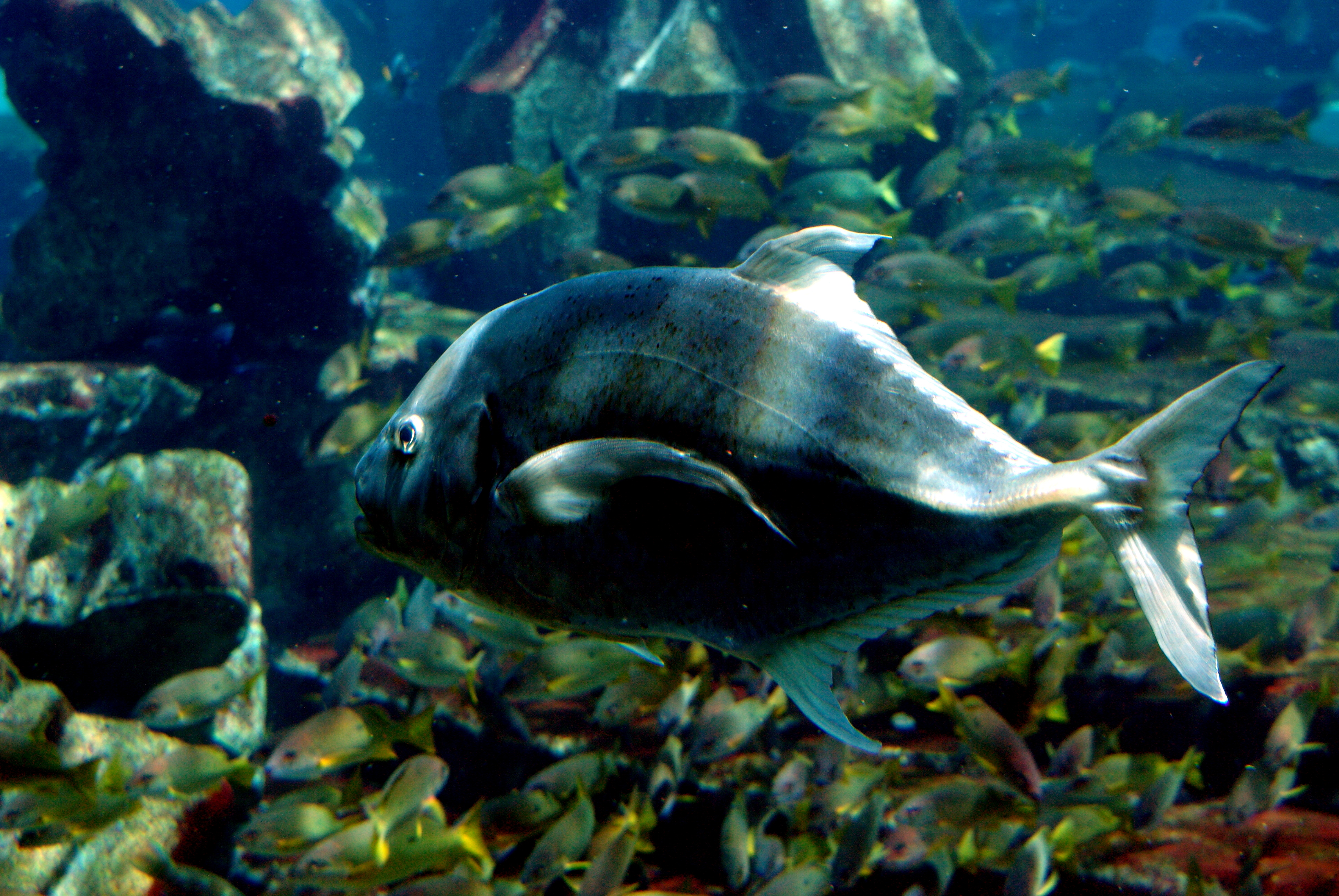
泳ぐヒシヨロイアジ

本種はやや底棲性の高い肉食魚で、海底近く、あるいはその直上で獲物を捕食することが多い。詳しい食性については、オーストラリアのカーペンタリア湾で研究が行われた例がある。この研究によれば、本種は主に小型の魚類を捕食するが、他に軟体動物やカニ、その他の甲殻類なども相当量捕食するという。一方南アフリカではエビが本種の主な獲物であると考えられており、他に小型魚類やカニも捕食するとされる。顎があまり発達していないため、それほど硬い獲物は捕食できない可能性がある。 繁殖生態の詳細についてはほとんどわかっていない。

## 人間との関係
本種は生息域中のどこにおいてもそれほど重要な漁業対象ではないが、延縄やトロール網、刺し網などによって漁獲されることはある。鮮魚として、他のアジ科魚類とあまり区別されることなく流通する場合が多い。南アフリカではボートを用いた趣味釣りにおいて時々釣り上げられることがある。小型の餌で釣り上げることができ、食用としてもかなり美味であるとされている。